# Me muero (canción de Carlos Rivera)
«Me muero» es una canción grabada e interpretada por el cantante y Compositor mexicano Carlos Rivera. La canción fue escrita y producida por él mismo. Fue lanzada oficialmente en abril del 2018 como el primer sencillo oficial de su quinto álbum de estudio Guerra.

## Video musical
El video musical oficial fue lanzado a principios del mes de enero de 2019 en la plataforma digital YouTube, en su canal Vevo. El videoclip oficial ha recibido casi de 80 millones de vistas desde su publicación.

## Uso en los medios
Fue utilizada como tema oficial de la telenovela mexicana "Amar a muerte" en 2018, el cual además ganó el premio TVyNovelas al año siguiente en la categoría de "Mejor tema musical".

## Lista de canciones

### Descarga digital
| Me muero — Single |            |          |  |
| N.º               | Título     | Duración |  |
| 1.                | «Me muero» | 3:15     |  |

## Premios y nominaciones
| Año  | Premiación         | Categoría          | Resultado | Ref.  |
| ---- | ------------------ | ------------------ | --------- | ----- |
| 2019 | Premios TVyNovelas | Mejor tema musical | Ganadora  | [ 7 ] |